# On-Gaku: Our Sound
On-Gaku: Our Sound (jap. 音楽 Ongaku, dosł. „Muzyka”) – japoński film animowany z 2019 roku, napisany, wyreżyserowany i zanimowany przez Kenjiego Iwaisawę, na podstawie samodzielnie wydanej mangi Ongaku to manga z 2005 roku autorstwa Hiroyukiego Oohashiego. Za produkcję odpowiadały studia Rock’n Roll Mountain i Tip Top. Światowa premiera filmu odbyła się na Międzynarodowym Festiwalu Animacji w Ottawie 26 września 2019, a w Japonii został wydany w ograniczonej dystrybucji 11 stycznia 2020.
W Polsce pokazy filmu odbyły się podczas 16. edycji Międzynarodowego Festiwalu Filmów Animowanych Animator.

## Fabuła
Kenji, Ota i Asakura to trzej nastoletni chuligani, którzy zazwyczaj spędzają czas razem, włócząc się i bijąc innych, choć żadna walka nigdy nie jest pokazana na ekranie. Ota mimochodem pyta Kenjiego, czy chce pobić rywalizującą bandę z liceum Marutake. Kenji się zgadza, i cała trójka wyrusza, ale po uświadomieniu sobie, że nie mają pojęcia, gdzie znajduje się Marutake, tracą zainteresowanie.
Później Kenji idzie ulicą, gdzie jest świadkiem napadu. Przechodzący muzyk wciska mu do rąk swoją gitarę, a sam rzuca się na złodzieja. Kenji zabiera gitarę do domu i następnego dnia oznajmia przyjaciołom, że zakładają zespół. Aby skompletować skład, kradną więcej instrumentów ze szkoły. Kenji nie zdawał sobie sprawy, że skradziona przez niego gitara to bas, więc zespół ostatecznie składa się z dwóch basów, werbla i tom-toma. Ponieważ nie mają żadnej wiedzy o muzyce, jedyne, co potrafią grać, to surowy, rytmiczny hałas. Mimo to chłopcy są zainspirowani. Ich pierwszą publicznością jest ich jedyna przyjaciółka, Aya. Kiedy ta pyta o nazwę zespołu, Asakura proponuje „Kobujutsu” (starożytne sztuki walki), a Kenji zgadza się bez zastanowienia.
W trakcie filmu historia co jakiś czas przeskakuje do gangu irokezów z Marutake, na czele którego stoi chłopak imieniem Oba. Gang wierzy, że Kenji pokonuje ich członków w bójkach, podczas gdy w rzeczywistości sami uciekają na jego widok. Oba postanawia dać Kenjiemu nauczkę.
Następnego dnia Asakura dowiaduje się, że w ich szkole istnieje zespół o niemal identycznej nazwie – Kobijitsu (starożytne sztuki piękne). Zamiast skonfrontować się z drugim zespołem, Kenji postanawia najpierw ich posłuchać. Kobijitsu to akustyczne trio folkowe prowadzone przez wokalistę Moritę. Choć członkowie Kobijitsu są bardzo zdenerwowani, grając dla szkolnych chuliganów, Kenji docenia ich muzykę. W zamian prosi Moritę i jego zespół, by posłuchali ich grania. Morita jest absolutnie zachwycony surową, pierwotną energią zespołu i proponuje im wspólny występ na nadchodzącym festiwalu rockowym. Kenji się zgadza. Zespół zaczyna przygotowania do festiwalu, ale Kenji stopniowo traci zainteresowanie i staje się apatyczny, twierdząc, że już się znudził zespołem. Aya próbuje przemówić mu do rozsądku, ale nie udaje jej się go przekonać. Po krótkiej kłótni wściekła Aya odchodzi, zostawiając obojętnego Kenjiego leżącego na ziemi. Mimo to Ota i Asakura są pewni, że Kenji i tak pojawi się na festiwalu.
W dniu festiwalu Kenji konfrontuje się z gangiem Oba. Zanim Oba zdąży go uderzyć, Kenji rozbija swój bas, po czym wyciąga flet prosty i zaczyna na nim grać, wprawiając Obę w osłupienie, po czym ucieka, ścigany przez gang. Na festiwalu Ota i Asakura planują zagrać sami jako Kobujutsu. Jako pierwsi występują Kobijitsu Mority. Zainspirowani zespołem Kenjiego, ich folkowy występ przekształcił się w pełnoprawny rockowy koncert. Jednak pod koniec ich występu gitara Mority się psuje, a zespół schodzi ze sceny przygnębiony.
Kiedy Ota i Asakura wchodzą na scenę, zamierają w bezruchu – Kenji nadal się nie pojawił. W tym samym czasie Kenji, wciąż uciekając przed gangiem i grając na flecie, wbiega na scenę. Kobujutsu, ponownie zjednoczone, zaczyna grać, a zespół Mority dołącza do nich. Oba patrzy z niedowierzaniem, gdy tłum zaczyna wczuwać się w muzykę. Zespół kończy swój utwór, a Kenji, rozentuzjazmowany, po raz pierwszy przełamuje swoją neutralną postawę i z pasją śpiewa do publiczności.
Następnego dnia Kenji wraca do swojego stoickiego ja. Siedzi z Ayą samotnie w pustej klasie i oznajmia, że zespół się rozpadł. Aya jest rozczarowana, ale Kenji niespodziewanie pyta, czy chce pojechać z nim do Disneylandu. Ota zauważa ich rozmowę, ale szybko odchodzi. Na zewnątrz pyta Asakurę, czy powinni zaproponować Kenjiemu reaktywację zespołu. Asakura zgadza się, że Kenji prawdopodobnie powie „tak” jeszcze tego samego dnia.

## Obsada
| Postać  | Seiyū             |
| ------- | ----------------- |
| Kenji   | Shintaro Sakamoto |
| Asakura | Tateto Serizawa   |
| Ota     | Tomoya Maeno      |
| Aya     | Ren Komai         |
| Oba     | Naoto Takenaka    |
| Morita  | Kami Hiraiwa      |

## Odbiór
Film został doceniony przez krytyków za sarkastyczny humor, ścieżkę dźwiękową oraz role głosowe. Na agregatorze opinii Rotten Tomatoes uzyskał 100% pozytywnych recenzji na podstawie 12 opinii, ze średnią oceną 8,5/10. Na Metacritic zdobył 86 na 100 punktów, opierając się na 4 recenzjach krytyków, co wskazuje na „powszechne uznanie”.

### Wyróżnienia
| Rok  | Nagroda                                    | Kategoria                              | Nominacja                                 | Rezultat  | Źródło |
| ---- | ------------------------------------------ | -------------------------------------- | ----------------------------------------- | --------- | ------ |
| 2019 | Międzynarodowy Festiwal Animacji w Ottawie | Najlepszy film pełnometrażowy          | Kenji Iwaisawa                            | Wygrana   | [ 11 ] |
| 2020 | Azjatyckie Nagrody Filmowe                 | Najlepsza oryginalna ścieżka dźwiękowa | Tomohiko Banse, Grandfunk i Wataru Sawabe | Nominacja | [ 12 ] |
| 2020 | Nagrody filmowe Mainichi                   | Najlepszy film animowany               | On-Gaku: Our Sound                        | Nominacja |        |
| 2020 | Nagrody filmowe Mainichi                   | Nagroda Noburō Ōfujiego                | On-Gaku: Our Sound                        | Wygrana   | [ 13 ] |
| 2021 | Nagrody Annie                              | Najlepsza animacja niezależna          | On-Gaku: Our Sound                        | Nominacja | [ 14 ] |